# Marek Roszkiewicz
Marek Roszkiewicz (ur. 9 września 1943 w Warszawie) – polski zapaśnik i przedsiębiorca, wieloletni reprezentant Polski w zapasach w stylu wolnym, międzynarodowy sędzia kynologiczny, myśliwy.

## Biografia

### Sport

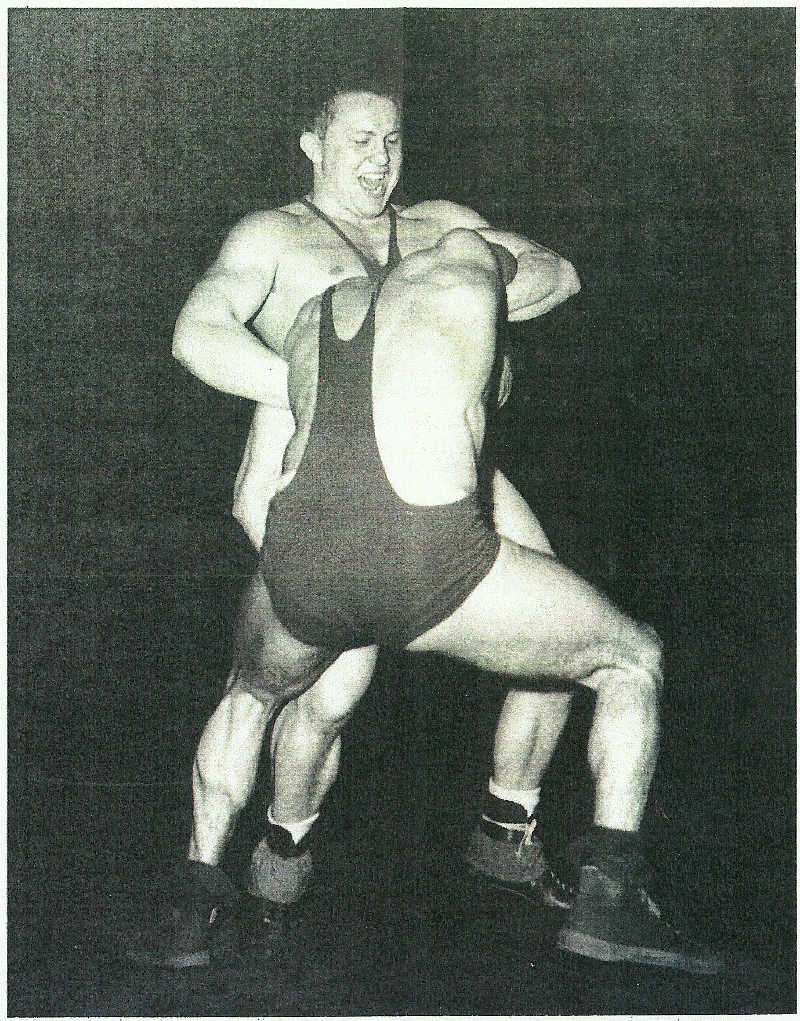
Marek Roszkiewicz w akcji, 1967 (fot. Jan Rozmarynowski).

Wielokrotny reprezentant Polski w zapasach, rywalizujący w stylu wolnym. Szósty zawodnik mistrzostw Europy w 1966 w kategorii wagowej do 70 kilogramów. Dwukrotny srebrny medalista mistrzostw Polski w tej samej kategorii wagowej (1964 i 1965). Mistrz Polski CRZZ w zapasach w stylu wolnym (Mielec 1967).
VI miejsce na Mistrzostwach Świata w zapasach Manchester/Anglia, 1972-1975 emigracja do Austrii, gdzie min. pracował jako trener zapasów. Złota Gwiazda Polskiego Związku Zapaśniczego, Honorowy Złoty Pierścień Zapaśniczy nadany przez Kapitułę Złotego Honorowego Pierścienia Olimpijskiego i Zapaśniczego, Złota odznaka „Zasłużony Działacz Kultury Fizycznej”, Odznaczenie „Zasłużony dla Kultury Fizycznej Województwa Warszawskiego”, liczne nagrody zapaśnicze.

### Kynolog i myśliwy
Z łowiectwem związany od dziecka, wywodzi się z wielopokoleniowej rodziny myśliwskiej (pradziadkowie, dziadkowie, ojciec). Polował na wielu kontynentach – Europa, Ameryka, Azja, Australia, wielokrotnie Afryka. Odznaczony najwyższym odznaczeniem Polskiego Związku Łowieckiego ZŁOM oraz Medalem Świętego Huberta. Należy do Polskiego Związku Łowieckiego, Związku Kynologicznego w Polsce, Polskiego Klubu Safari, amerykańskiego Safari Club International.
Marek Roszkiewicz jest sędzią kynologicznym od roku 1979, posiada uprawnienia sędziego międzynarodowego pracy wszystkich psów myśliwskich i eksterieru w grupach FCI IV, VI, VII, VIII oraz jest sędzią Best in Show. Wielokrotnie pełnił funkcję sędziego podczas krajowych i zagranicznych konkursów pracy psów ras myśliwskich i wystaw. Jako pierwszy sędzia z Polski sędziował w Australii na 3rd Australian Weimaraner National Championship Show 2005 i najbardziej prestiżowy konkurs wyżłów Memoriał Karla Podhajskiego. Wielokrotnie oceniał psy na klubowych i międzynarodowych wystawach w Austrii, Czechach, Polsce, Węgrzech, Litwie, Słowacji i Włoszech. Sędziował wystawy Europejskie.
Jako pierwszy sprowadził do Polski po II wojnie światowej i rozpropagował wyżły weimarskie. Jest lektorem kynologii łowieckiej. W latach 1990–1998 członek Komisji Kynologicznej Naczelnej Rady Łowieckiej. Od 1982 członek Komisji Upowszechniania Psa Myśliwskiego przy Wojewódzkiej Radzie Łowieckiej w Warszawie. Od 1982 członek Komisji Kynologicznej, a w latach 1990–2006 przewodniczący Komisji Kynologicznej przy Okręgowej Radzie Łowieckiej. Od 1980 pełni funkcję Kierownika Sekcji wyżłów kontynentalnych oraz psów gończych (poza rasami polskimi) i springer spanieli w Oddziale Warszawskim Związku Kynologicznego w Polsce. W latach 1988–2006 wiceprzewodniczący do spraw hodowli Klubu Wyżłów w Polsce.
Marek Roszkiewicz publikował artykuły z dziedziny łowiectwa i kynologii na łamach pism „Łowiec Polski”, „Psy Myśliwskie”, „Pies”, „Wyżeł” oraz opowiadania łowieckie m.in. w Roczniku Polskiego Klubu Safari. Pasjonat, kolekcjoner, bibliofil, wielki orędownik polowania z psami ras myśliwskich i znawca wyżłów.
Myśliwy-kynolog, występuje ze swoimi wyżłami na próbach i konkursach krajowych, międzynarodowych oraz na wystawach psów rasowych. Z Aramisem od Zumporku – wyżłem weimarskim krótkowłosym zdobył tytuł Zwycięzcy Polowego Roku 1984, 1985 i 1986, tytułu Interchampiona (międzynarodowego Championa Piękności FCI), Zwycięzcy Europy, Championa Polski, Czech, Austrii i Championa Pracy. Z Maxem-Portosem von der Hagardburg – wyżłem weimarskim długowłosym tytuły: Zwycięzcy Polowego Roku 1991 i 1992, Interchampiona, Zwycięzcy Europy i Championa Polski oraz z krótkowłosym amerykańskim importem Nani’s American Yankee Zwycięstwo Świata Mediolan 2000 i dyplomy I stopnia z konkursów. Z pointerami: Harasem z Hajnice I miejsce na Ogólnopolskich Field-Trialsach dla wyżłów brytyjskich 1985 roku, z Amonem Ancymonem z Olszówki wielokrotne zwycięstwa Field Trialsów w kraju i za granicą oraz Interchampionat w roku 1990. Z wyżłami niemieckimi krótkowłosymi: Blitzem von Hofmannstal – Zwycięstwo Roku 1997 (najlepszy w konkurencji polowej, a Marek Roszkiewicz został Najlepszym Menerem), tytuł Najlepszego Tropowca 1999 roku, Zwycięstwo V Pucharu Morawsko-Śląskiego 1997 – z najlepszą pracą w polu i w lesie oraz największym sukcesem – Blitz jako pierwszy pies z zagranicy wygrał w konkurencji pracy na wodzie na 59 Memoriale Karla Podhajskiego w Czechach. Blitz został też Championem i Zwycięzcą Polski. Drugi z niemieckich wyżłów krótkowłosych Marka Roszkiewicza (syn Blitza) Nestor z Tarnowskiej Krainy był uznany za najbardziej utytułowanego wyżła w historii polskiej kynologii przełomu wieków XX i XXI. O jego nieprzeciętnej urodzie świadczą tytuły Interchampiona, Championa Polski, Vice Zwycięstwo Świata Amsterdam 2002 oraz Best in Show Wystawy Championów. W konkursach pracy Nestor święcił tryumfy w Polsce, Austrii, na Węgrzech, ale największym sukcesem było pozostawienie w pokonanym polu wszystkich konkurentów i wygranie 54 Memoriału Frantiska Voitecha 16.09.2001 roku w Rychnovie w Czechach. Był to pierwszy sukces psa spoza Czech w historii tego memoriału. W roku 2001 Marek Roszkiewicz z Nestorem wygrał ranking na Najlepszego Psa Myśliwskiego w Polsce organizowany przez pismo „Psy Myśliwskie”. Najmłodszym wyżłem konkursowym jest zwycięzca I Konkursu Pracy Wyżłów Weimarskich w Klasie Wielostronnej Brochów 2016 – krótkowłosy weimar RHINO Grafenek.
W uznaniu zasług na polu kynologii i kynologii łowieckiej Marek Roszkiewicz został odznaczony Złotą Odznaką Związku Kynologicznego w Polsce, Jubileuszową Odznaką Honorową z okazji 80-lecia Związku Kynologicznego w Polsce, Złotą Odznaką Klubu Wyżła i Złotą Odznaką Przewodnika Psa.

## Rodzina
Ojciec Władysław w 1938 ukończył Wyższą Szkołę Handlu Światowego w Wiedniu, czołowy zawodnik w wyścigach motocyklowych, przemysłowiec, matka Wanda z domu Żmijewska.
Ma troje dzieci – córkę Katarzynę i synów Huberta i Roberta, zapaśników.